# Салім Шервані (воротар у хокеї на траві)
Салім Шервані (4 січня 1951) — пакистанський хокеїст на траві.
Срібний призер Олімпійських Ігор 1972 року, бронзовий призер 1976 року.
Переможець Азійських ігор 1970, 1974 років.